# Saturn Award du meilleur montage
Le Saturn Award du meilleur montage (nommé d'abord Saturn Award for Outstanding Editing puis Saturn Award for Best Editing) est une récompense cinématographique décernée en 1978, 1979 et depuis 2012 par l'Académie des films de science-fiction, fantastique et horreur (Academy of Science Fiction, Fantasy and Horror Films).

## Palmarès
Note : L'année indiquée est celle de la cérémonie, récompensant les films sortis au cours de l'année précédente. Il n'y a eu aucun pris distribué entre 1979 et 2012.

### Années 1970
- 1978 : Paul Hirsch, Marcia Lucas et Richard Chew pour La Guerre des étoiles
- 1979 : Mark Goldblatt et Joe Dante pour Piranhas

### Années 2010
- 2012 : Paul Hirsch pour Mission impossible : Protocole Fantôme
  - Maryann Brandon et Mary Jo Markey pour Super 8
  - Mark Day pour Harry Potter et les Reliques de la Mort - 2e partie
  - Michael Kahn pour Les Aventures de Tintin : Le Secret de La Licorne
  - Kelly Matsumoto, Fred Raskin et Christian Wagner pour Fast and Furious 5
  - Thelma Schoonmaker pour Hugo Cabret

- 2013 : Alexander Berner pour Cloud Atlas
  - Stuart Baird et Kate Baird pour Skyfall
  - Bob Ducsay pour Looper
  - Jeffrey Ford et Lisa Lassek pour Avengers
  - John Gilroy pour Jason Bourne : L'Héritage
  - Tim Squyres pour L'Odyssée de Pi

- 2014 : Alfonso Cuarón et Mark Sanger pour Gravity
  - Peter Amundson et John Gilroy pour Pacific Rim
  - Alan Edward Bell pour Hunger Games : L'Embrasement
  - Mark Day pour Il était temps
  - Daniel P. Hanley et Mike Hill pour Rush
  - Christian Wagner, Kelly Matsumoto et Dylan Highsmith pour Fast and Furious 6

- 2015 : James Herbert et Laura Jennings pour Edge of Tomorrow
  - Jeffrey Ford et Matthew Schmidt pour Captain America: The Winter Soldier
  - Fred Raskin, Craig Wood et Hughes Winborne pour Les Gardiens de la Galaxie
  - Lee Smith pour Interstellar
  - William Goldenberg, Tim Squyres pour Unbroken
  - John Ottman pour X-Men: Days of Future Past

- 2016 : Maryann Brandon, Mary Jo Markey pour Star Wars, épisode VII : Le Réveil de la Force
  - Dan Lebental, Colby Parker Jr. pour Ant-Man
  - Leigh Folsom Boyd, Dylan Highsmith, Kirk Morri, Christian Wagner pour Fast and Furious 7
  - Kevin Stitt pour Jurassic World
  - Eddie Hamilton, Jon Harris pour Kingsman : Services secrets
  - Margaret Sixel pour Mad Max: Fury Road

- 2017 : Michael Kahn pour Le Bon Gros Géant
  - Jeffrey Ford, Matthew Schmidt pour Captain America: Civil War
  - John Gilroy, Colin Goudie, Jabez Olssen pour Rogue One: A Star Wars Story
  - Stefan Grube pour 10 Cloverfield Lane
  - Mark Livolsi (en) pour Le Livre de la jungle
  - Joe Walker pour Premier Contact

- 2018 : Bob Ducsay pour Star Wars, épisode VIII : Les Derniers Jedi
  - Michael P. Shawver et Claudia Castello pour Black Panther
  - Christian Wagner et Paul Rubell pour Fast and Furious 8
  - Gregory Plotkin pour Get Out
  - Michael McCusker et Dirk Westervelt pour Logan
  - Sidney Wolinsky pour La Forme de l'eau

- 2019 : Jeffrey Ford et Matthew Schmidt pour Avengers: Endgame
  - James Herbert pour Aladdin
  - Kirk Morri pour Aquaman
  - Evan Schiff pour John Wick Parabellum
  - Christopher Tellefsen pour Sans un bruit
  - Nicholas Monsour pour Us

### Années 2020
- 2021 : Bob Ducsay pour À couteaux tirés (Knives Out)
  - Maryann Brandon et Stefan Grube pour Star Wars, épisode IX : L'Ascension de Skywalker
  - Mike Flanagan pour Doctor Sleep
  - Yang Jin-mo pour Parasite
  - Jennifer Lame pour Tenet
  - Fred Raskin pour Once Upon a Time… in Hollywood

- 2022 : Eddie Hamilton pour Top Gun: Maverick
  - Jeffrey Ford et Leigh Folsom Boyd – Spider-Man: No Way Home
  - William Hoy et Tyler Nelson – The Batman
  - Cam McLauchlin – Nightmare Alley
  - Nicholas Monsour – Nope
  - Paul Rogers - Everything Everywhere All at Once
  - Pietro Scalia, Doug Brandt et Calvin Wimmer - Ambulance

- 2024 : Jennifer Lame pour Oppenheimer

- 2025 : Deadpool & Wolverine – Dean Zimmerman et Shane Reid
  - Beetlejuice Beetlejuice – Jay Prychidny
  - Civil War – Jake Roberts
  - Dune, deuxième partie – Joe Walker
  - Furiosa : Une saga Mad Max – Eliot Knapman et Margaret Sixel
  - Strange Darling – Christopher Robin Bell